# Kraftwerk Wynau
Das Wasserkraftwerk Wynau, auch Wynau I genannt, ist ein Laufwasserkraftwerk an der Aare bei Wynau, das 1895 in Betrieb genommen wurde. Betreiber der Anlage ist onyx Energie Mittelland AG. Das 1891 gebaute Kraftwerk wurde 1996 durch einen Neubau ersetzt. Das Maschinenhaus steht am rechten Aareufer, am linken Ufer steht das 1921 gebaute Kraftwerk Schwarzhäusern, das dasselbe Stauwehr benutzt. Der Aufstau und das Maschinenhaus befinden sich im Kanton Bern, das Unterwasser befindet sich hälftig in Bern, hälftig in Solothurn, weil die Kantonsgrenze nach dem Wehr in Flussmitte verläuft.

## Geschichte
Das Kraftwerk geht auf die Initiative des Kaufmanns Robert Müller-Landsmann aus Lotzwil zurück. Er kaufte 1891 bei Oberwynau an der Aare ein Stück Land und reichte beim Regierungsstatthalter ein Baugesuch für ein Kraftwerk ein. Die Planung und Finanzierung konnte der Unternehmer nicht selber durchführen, weshalb er das Projekt für 300'000 SFr. an Siemens & Halske aus Berlin verkaufte. Das deutsche Unternehmen richtete aufgrund dieses Auftrags ein Büro in der Schweiz ein und begann 1893 mit dem Bau der Anlage, die sie innerhalb von 14 Monaten fertigstellte. Noch während des Baus gründete im Februar 1895 die Diskonto-Gesellschaft zusammen mit der Basler Handelsbank die Elektrizitätswerke Wynau AG, welche das Kraftwerk betreiben sollte. Das Kraftwerk kostete 2,1 Mio. SFr. und ging am 23. Januar 1896 in Betrieb. Der erste Kunde war die Gemeinde Langenthal, die den Strom für die Strassenbeleuchtung nutzte. Am Anfang gab es kein grosses Interesse an der neuen Energieform, sodass das Werk Absatzschwierigkeiten für den Strom hatte. Das Elektrizitätswerk wurde deshalb bereits 1903 an Langenthal und 27 weitere Gemeinden im Oberaargau verkauft, welche die Stromabnahme garantierten. 1921 stieg die Anzahl beteiligter Gemeinden auf 45 an.
Das Kraftwerk Wynau wurde in den 1920er-Jahren mit dem Kraftwerk Schwarzhäusern auf der anderen Flussseite ergänzt. Ein erster grösserer Umbau erfolgte in den 1930er-Jahren, in den 1990er-Jahren wurde die Anlage durch einen Neubau mit neuem Wehr ersetzt.
Im Jahr 2000 entstand aus der Elektrizitätswerke Wynau AG die Onyx Energie Mittelland AG, an der 2006 die Bernische Kraftwerke AG (BKW) die Mehrheit erwarb. Sie wird seit da als eigenständige Tochtergesellschaft der BKW geführt.

Kraftwerke bei Wynau
Links Kraftwerk Schwarzhäusern, rechts Kraftwerk Wynau, Bild zwischen 1925 und 1937
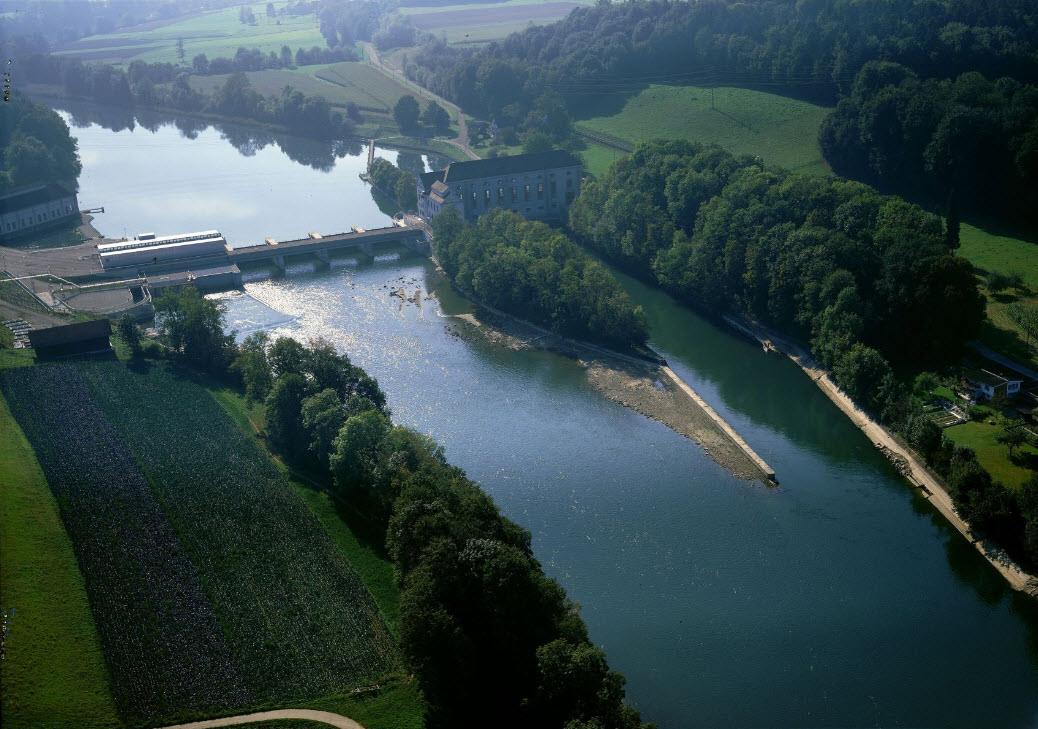
Bild 1997, links Neubau des Kraftwerks Wynau, dahinter die alte Zentrale, rechts Schwarzhäusern

## Technik

### Erstes Kraftwerk
Das Kraftwerk nutzt die Gefällstufe zwischen Bannwil und der Kantonsgrenze zwischen Bern und Solothurn aus. Das ursprüngliche Wehr war 125 m lang und sperrte den Fluss senkrecht ab, sodass ein 4,5 km langer Aufstau entstand. Es war mit Flossgasse und Fischtreppe versehen.
In einer Bucht am rechten Flussufer war das Maschinenhaus angeordnet, in dessen Saal 1895 fünf vertikalachsige Jonval-Turbinen standen. Die von Rieter gelieferten Maschinen erbrachten zusammen eine Leistung von 3000 PS. 1908 wurde eine sechste Turbine eingebaut. In der Mitte des Maschinensaals waren zwischen den Hauptturbinen die beiden Erregerturbinen angeordnet.

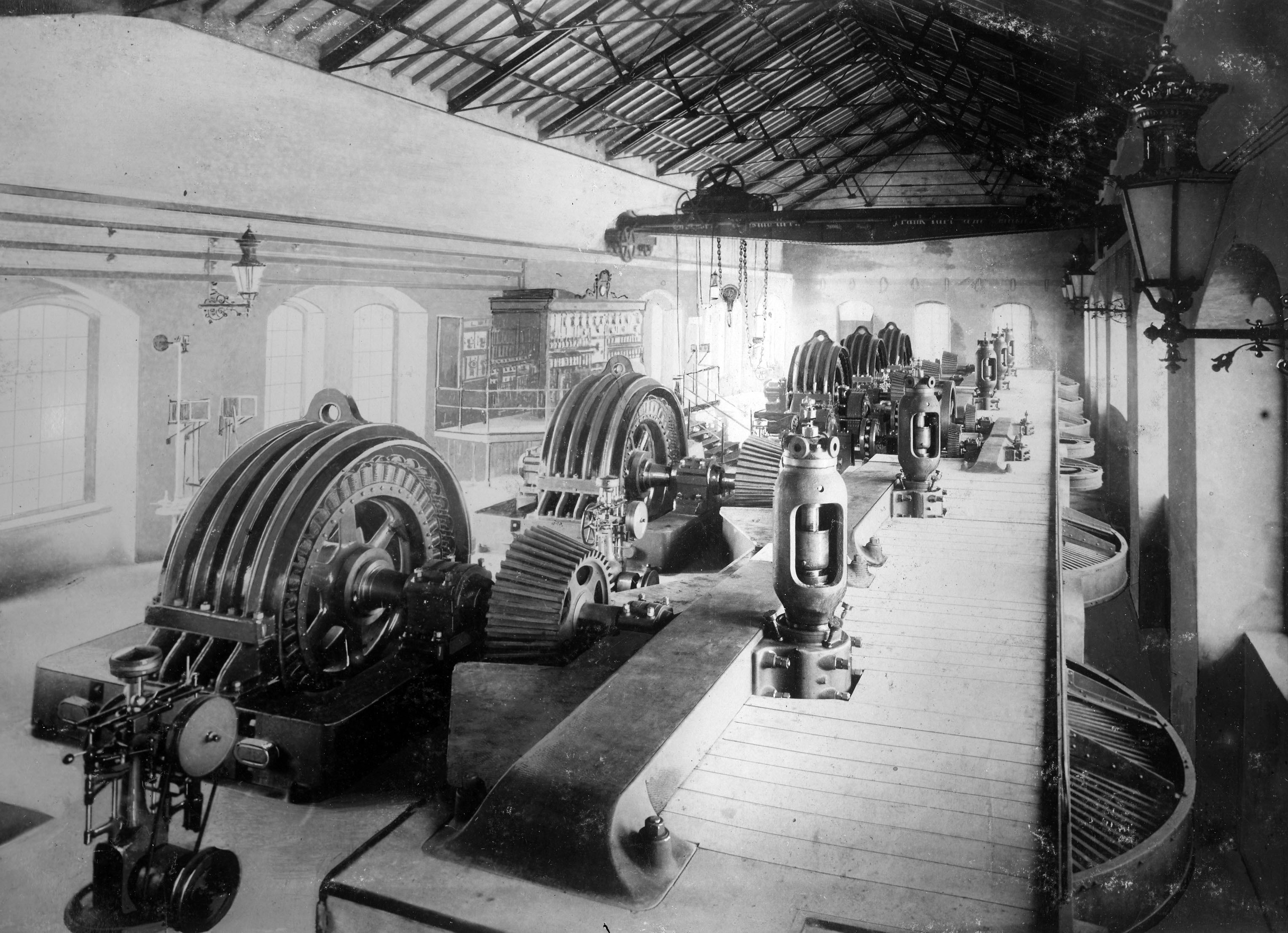
Maschinensaal im Jahre 1899

Die Turbinen trieben über Kegelradgetriebe horizontalachsige Generatoren an – eine Anordnung, die gewählt wurde, weil der Bau von schnelllaufenden Turbinen noch nicht ausgereift war. Anfänglich hatten die Turbinen zusammen eine Leistung von 2,2 MW und erzeugten jährlich 18 GWh. In einem Nebengebäude wurde 1906 eine 700 kW-Dampfturbine aufgestellt, die als Reserve bei ungenügender Leistung oder Ausfall des Wasserkraftwerks genutzt wurde. Auf alten Bildern ist der Schornstein des Kesselhauses sichtbar.
Die Leistung des Kraftwerks genügte schon bald nicht mehr, sodass in den Jahren 1921 bis 1923 auf der linken Uferseite das Kraftwerk Schwarzhäusern gebaut wurde. Es nutzt dieselbe Wehranlage wie das Kraftwerk Wynau und ist mit vier Propeller-Turbinen ausgerüstet. Die Anlage leistete bei Eröffnung 6,2 MW.
Über die Jahre wurde die Leistung der Turbinen des Kraftwerks Wynau gesteigert. Bis 1926 waren alle Jonval-Turbinen durch Francis-Turbinen von Bell ersetzt. Es standen fünf einstufige Francis-Turbinen zu 800 PS im Einsatz, bei Hochwasser wurde die sechste Turbine, eine dreistufige Francis-Turbine mit einer Leistung von 1500 PS, in Betrieb genommen.
1932 wurde zusätzlich als thermische Reserve ein Dieselgenerator aufgestellt, der eine Leistung von 2,7 MW hatte.
In den Jahren 1936 und 1937 wurde das Werk auf schnelllaufende Turbinen mit Schirmgeneratoren umgebaut, so konnte die Leistung des Kraftwerks gesteigert werden. Es standen vier Kaplan-Turbinen und zwei Propeller-Turbinen im Einsatz, die von den Ateliers de constructions mécaniques de Vevey (ACMV) geliefert worden waren. Die Turbinen hatten zusammen eine Leistung von 11'100 PS, die Generatoren konnten maximal 6,8 MW abgeben. Nach dem Umbau erreichte die durchschnittliche Jahresproduktion 35 GWh.

### Neubau 1996
Die bestehende Anlage wurde 1992 stillgelegt und durch eine neue ersetzt, die 1996 in Betrieb ging. Das Wehr wurde neu angelegt und das Maschinenhaus in das Wehr integriert. Die sechs Turbinen wurden durch eine einzige ersetzt, die maximal 10,4 MW leistet.

### Stollenprojekt Wynau
Ein weiterer Ausbau der Wasserkraft in Wynau wäre möglich durch den Bau eines 2900 m langen Stollens durch das Wynauer Feld, der das Wasser erst in Murgenthal wieder an die Aare zurückgeben würde. Im Maschinenhaus wäre neben der bereits eingebauten Turbine eine weitere Turbine mit 220 m³/s Schluckvermögen eingebaut worden, die eine Leistung von 16 MW gehabt hätte. Dadurch wäre das Regelarbeitsvermögen der Anlage auf 139 Mio. kWh pro Jahr gestiegen, womit die Produktion nochmals wesentlich gesteigert würde.
Gegen den Bau dieses Ausleitkraftwerkes erhoben die Umweltverbände Einsprache, weil das Aareknie Wolfwil-Wynau seit 1996 im Bundesinventar der Landschaften und Naturdenkmäler von nationaler Bedeutung aufgeführt ist. Das Bundesgericht bewertete im Entscheid von 2003 die Schutzwürdigkeit der Landschaft höher als die Notwendigkeit, die Stromproduktion zu steigern. An dem änderte sich auch nichts, nachdem nach der Nuklearkatastrophe von Fukushima manche Staaten den Ausstieg aus der Atomenergie beschlossen hatten. 2013 bewertete die BKW den Weiterausbau der Wasserkraft als unattraktiv wegen billig aus dem Ausland importierten Ökostroms, sodass das 100-Mio.-SFr.-Projekt nicht besonders aktiv weiterverfolgt wird.

## Verteilnetz
Von den Generatoren wurde eine Ausgangsspannung von 450 V bei einer Frequenz von 50 Hz erzeugt. Sie wurde für die Übertragung in die Ortsnetze von luftgekühlten Transformatoren auf 9 kV erhöht. In den Ortschaften wurde sie wieder heruntertransformiert, sodass Spannungen von 125 V, 220 V und 500 V zur Verfügung gestellt werden konnten.
1943 versorgten die Elektrizitätswerke Wynau ein Gebiet von 494 km², das 62 Gemeinden mit insgesamt 71'000 Einwohnern umfasste. Die höchste abgegebene Leistung betrug 13,8 MW, der jährliche Energieverbrauch 13,8 GWh.
Neben der allgemeinen Versorgung lieferte das Kraftwerk auch Gleichstrom für die 1200-V-Fahrleitung der Langenthal-Jura-Bahn (LJB), der mit einer Umformeranlage erzeugt wurde.